# Є
De Є (onderkast: є) is een letter van het cyrillische alfabet, die alleen in het Oekraïens wordt gebruikt, waar het de achtste letter van het alfabet is. De letter geeft de gejoteerde /je/-klank weer. De Є werd ook gebruikt in het Oudkerkslavisch en tot het midden van de 19e eeuw ook in het Servisch.
De letter werd gebruikt aan het begin van woorden en na klinkers. Het Russisch alfabet gebruikt in plaats van deze letter "Е", en het Servisch alfabet "je".

## Weergave

### Unicode
De Є en є zijn in 1993 toegevoegd aan de Unicode 1.0 karakterset.
In Unicode vindt men Є onder het codepunt U+0404 (hex) en є onder U+0454.

### HTML
In HTML kan men voor Є de code &Jukcy; gebruiken, en voor є &jukcy;.